# Eine schöne weiße Chrysantheme
Eine schöne weiße Chrysantheme ist ein Slowfox-Schlager, dessen Melodie der Klavierhumorist Willy Rosen komponiert und dessen Text der Kabarettist Kurt Robitschek geschrieben hat. Das Lied erschien 1927 im Wiener Boheme-Verlag Berlin-Wien mit der Bezeichnung Lied und Yale. Der Yale Blues war eine kurzlebige Erscheinung auf dem Gebiet der Modetänze um 1927/28. Das Lied fand auch Aufnahme in den Sammelband XI der Reihe „Zum 5-Uhr Tee“, die von den Musikverlagen Wiener Bohème (Otto Hein) und Anton J. Benjamin gemeinschaftlich herausgegeben wurde.

## Inhalt
Robitscheks Text, welcher der einzelnen Blume an Aussagekraft den Vorzug vor einem ganzen Strauß davon einräumt, wagt den anzüglichen Vergleich zwischen deren Haltbarkeit und der Treue der Geliebten, der man sie schenken soll.
Der Refrain lautet:
Eine schöne weisse Chrysanthème

Bringe deiner Liebsten selbst ins Haus!

Eine schöne weisse Chrysanthème

sagt viel mehr oft als ein ganzer Strauss.

Ausserdem ist noch das Angenehme:

Diese Blume wirkt stets frisch und neu.

Eine Woche hält die Chrysanthème,

Eine Woche bleibt die Liebste treu!

## Interpreten
Außer dem Komponisten Rosen, der sich selbst am Flügel begleitete, nahmen den Titel noch der Operetten- und Kabaretttenor Max Hansen, der Chansonnier Paul O’Montis und der Schlagersänger Luigi Bernauer auf Grammophonplatten auf. Als Tanztitel spielten ihn Orchester wie Dajos Béla, Fred Bird, Otto Dobrindt und Marek Weber ein. In Österreich machte das Jazz-Orchester Holzinger eine Aufnahme des Titels mit Refraingesang von Otto Neuman, mit Georg Kober als Refrainsänger auch das Jazz-Orchester Dolfi Dauber. Für die Besitzer mechanischer Musikinstrumente war die Komposition auch als Notenrolle erhältlich.

## Notenausgaben
- Willy Rosen: Eine schöne, weiße Chrysantheme. Lied und Yale. Text von Kurt Robitschek. Klavier-Arr. von Walter Borchert. Wiener Bohème-Verlag Berlin-Wien ©1927. 4 Bll.
- Zum 5-Uhr Tee („Five o’clock Tea“), eine Sammlung 19 ausgewählter Tanz- und Liederschlager. Band XI. 47 Seiten. 4°. Brosch. Verl. Wiener Bohème (Otto Hein) und Anton J. Benjamin, 1928, hier Nr. 17[3]
- Willy Rosen: Eine schöne, weiße Chrysantheme. Gesang und Klavier. Verlag: BMG UFA Musikverlage Verlags-Nr.: UFA15765